# رود گریوالا
 رود گریوالا رودی است که از گواتمالا سرچشمه می‌گیرد و به خلیج مکزیک می‌ریزد. این رود از کشور مکزیک می‌گذرد. طول آن ۶۰۰ کیلومتر (۳۷۰ مایل) است.